# Датска горчивка
Датска горчивка или Стара датска е датска горчива ароматична настойка. Старата датска се приготвя от 29 различни билки и подправки. Обикновено е с 38 градусово съдържание на алкохол.
Датчаните ценят напитката, заради доброто и действие на храносмилателната система.